# Saint-Vigor-d'Ymonville
Saint-Vigor-d'Ymonville is een gemeente in het Franse departement Seine-Maritime (regio Normandië) en telt 958 inwoners (2005). De plaats maakt deel uit van het arrondissement Le Havre.

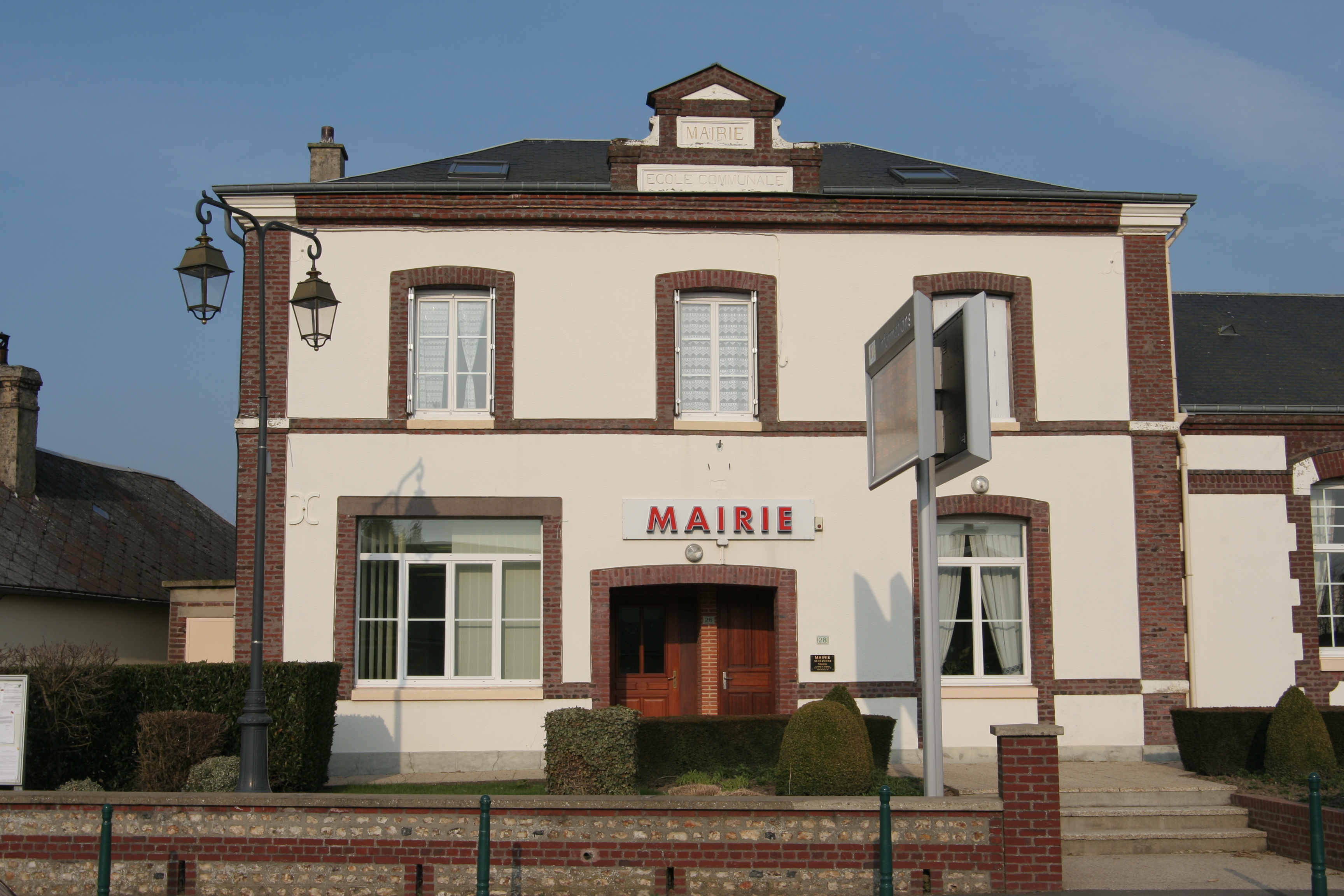
Gemeentehuis
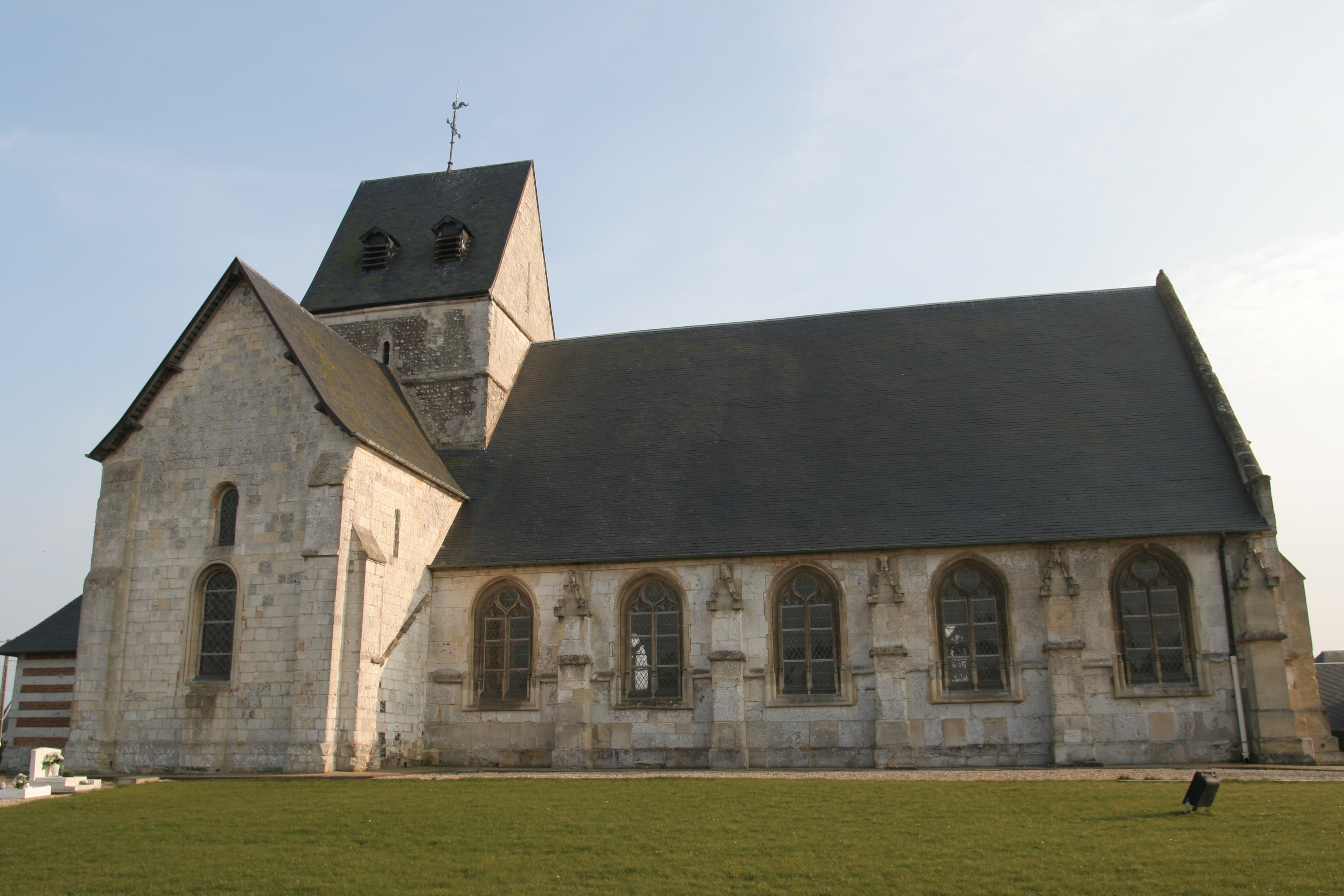
Kerk van Saint-Vigor-d'Ymonville

## Geografie
De oppervlakte van Saint-Vigor-d'Ymonville bedraagt 29,8 km², de bevolkingsdichtheid is 32,1 inwoners per km².
De onderstaande kaart toont de ligging van Saint-Vigor-d'Ymonville met de belangrijkste infrastructuur en aangrenzende gemeenten.

## Demografie
Onderstaande figuur toont het verloop van het inwonertal (bron: INSEE-tellingen).